# Olaf Pessler
Olaf Pessler (* 27. Oktober 1962 in Frankfurt am Main) ist ein deutscher Journalist, Moderator und Sprecher.

## Leben
Nach dem Abitur 1981 begann er eine Ausbildung bei der Frankfurter Allgemeinen Zeitung. Nach einem kurzen Aufenthalt bei einem Tochterunternehmen der FAZ in München erhielt er das Angebot für ein Volontariat beim damaligen Radio Luxemburg, dem deutschsprachigen Radioprogramm von RTL. Bei Radio Luxemburg arbeitete Pessler als Redakteur und Moderator für fast alle Sendungen. Im Januar 1987 wurde er Sprecher in der RTL-Radiosendung Von Schiller bis Miller, in der er aus Werken der Weltliteratur vorlas. Ab September 1987 war er Moderator in der RTL-Fernsehsendung Guten Morgen Deutschland Nach einem Jahr wurde ihm gekündigt, um Platz für Rainer Holbe zu machen.
Pessler zog nach Frankfurt am Main, wo er als Moderator für den Hessischen Rundfunk arbeitete. Seit 1992 arbeitet Pessler hauptberuflich als freier Sprecher. Er war in zahlreichen Reportagen, Dokumentationen und Beiträgen für ARD, ARTE und ZDF zu hören. Die Panama-Papers ist eines seiner bekanntesten Hörbücher. Außerdem ist seine Stimme im Historischen Museum in Frankfurt und im Porsche-Museum, Stuttgart, als Voiceguide durch die gesamte Ausstellung zu hören. Ebenfalls für Porsche spricht er die DVD „Der Porscheweg“. Seit Mitte 2017 ist Pessler die Station-Voice von Klassikradio.
Olaf Pessler ist in zweiter Ehe verheiratet. Aus seiner ersten Ehe hat er zwei Kinder. Er lebt in Königstein im Taunus.

## Veröffentlichungen als Sprecher
- Gefrorene Seelen. AME Hören, Berg 2007, ISBN 978-3-938046-73-9 (Hörbuch, 6 CDs, 442 Min., gelesen von Olaf Pessler).
- Ein Auge, ein Daumen, ein Ohr, 2014 (Hörbuch)
- Klaus Herbers: Jakobsweg – Geschichte und Kultur einer Pilgerfahrt. AME hören, 2008, ISBN 978-3-938046-84-5 (160 Min. Gelesen v.  Olaf Pessler, 2 Audio CDs).